# Sebo (medicina)
Sebo (do lat. sebum) é o fluido corporal, de conteúdo rico em triglicérides, produzido e secretado pelas glândulas sebáceas. Constitui o filme lipídico da superfície cutânea e possui a função de proteger a pele e o couro cabeludo (por exemplo contra as infecções diversas). É essa substância que garante a lubrificação da pele, evita o ressecamento de pelos e impede a perda de água de maneira excessiva. Além disso, essa substância garante uma leve ação bactericida. O sebo não apresenta nenhum cheiro, entretanto, o desenvolvimento de bactérias nesse local pode levar à produção de odores. A síntese de sebo tende a diminuir em mulheres após a menopausa; em homens, no entanto, não ocorre nenhuma alteração significativa até os 80 anos de idade.
O sebo é comumente confundido com um tecido animal gorduroso proveniente das vísceras e fáscias que envolvem a carne de animais, fonte de gordura saturada, uma mistura de triglicérides de ácidos graxos, com cadeias carbônicas C14 a C22. A diferença é que sebo não é um tecido por ser acelular, isto é, não ser constituído por células, mas uma secreção.

## Composição
O sebo de um indivíduo normal mediano é composto por cerca de 57% de triglicérides e ácidos graxos, 26% de ésteres de cera, 12% de escaleno, 3% de ésteres de colesterol e 1% de colesterol.
| Distribuição graxa de sebo bovino |                               |                       |          |               |
|                                   |                               |                       |          |               |
| Cromatografia de cadeia graxa     | Cromatografia de cadeia graxa | Gorduras saturadas    | Max -Min | dados típicos |
| Cromatografia de cadeia graxa     | Cromatografia de cadeia graxa |                       | Max -Min | dados típicos |
| Cromatografia de cadeia graxa     | Cromatografia de cadeia graxa | Ácido miristico (C14) | Max      | 3%            |
| Cromatografia de cadeia graxa     | Cromatografia de cadeia graxa | Ácido palmitico (C16) | Max      | 26%           |
| Cromatografia de cadeia graxa     | Cromatografia de cadeia graxa | Ácido stearico (C18)  | Max      | 14%           |
| Cromatografia de cadeia graxa     | Cromatografia de cadeia graxa | Ácido behenico (C22)  | N/A      | 0%            |
| Cromatografia de cadeia graxa     | Cromatografia de cadeia graxa |                       | Subtotal | 43%           |
| Cromatografia de cadeia graxa     | Cromatografia de cadeia graxa |                       |          |               |
| Cromatografia de cadeia graxa     | Cromatografia de cadeia graxa | Gorduras insaturadas  |          |               |
| Cromatografia de cadeia graxa     | Cromatografia de cadeia graxa | composição típica     |          |               |
| Cromatografia de cadeia graxa     | Cromatografia de cadeia graxa | Miristoleico (14:1)   | ?        | 0%            |
| Cromatografia de cadeia graxa     | Cromatografia de cadeia graxa | Palmitoleico (16:1)   | Max      | 3%            |
| Cromatografia de cadeia graxa     | Cromatografia de cadeia graxa | Oleico (18:1)         | Max      | 47%           |
| Cromatografia de cadeia graxa     | Cromatografia de cadeia graxa | Linoleico (18:2)      | ?        | 3%            |
| Cromatografia de cadeia graxa     | Cromatografia de cadeia graxa | Linolenico (18:3)     | Max      | 1%            |
| Cromatografia de cadeia graxa     | Cromatografia de cadeia graxa | Outros                | ?        | 3%            |

## Análise microscópica
Ao microscópio eletrônico se observa que as células periféricas da glândula contêm tonofilamentos, refletindo sua origem epidérmica, e escassos lipídios. À medida que os lipídios se formam, o glucógeno se vai consumindo, os tonofilamentos vão se deslocando e o citoplasma se enchem de vacuolas. Na célula as vacuolas se fundem entre si provocando um aumento do tamanho da célula em até cem vezes o normal, adquirindo um aspecto de célula de corpo estranho. Em um estágio posterior, a membrana se desorganiza e a célula se rompe eliminando seu conteúdo (o sebo) no canal sebáceo.

## Análise macroscópica de anomalias relacionadas ao sebo
As apresentações clínicas são diversas e sua classificação não é universal. A descrição das lesões e sua extensão é a maneira mais útil para definir sua gravidade e orientar seu tratamento. As lesões iniciais são caracterizadas por comedões (tampões de queratina que se formam dentro
dos óstios dos folículos e são descritos como abertos - “pontos pretos” - e/ou fechados - “pontos brancos”) que não apresentam inflamação. Com a progressão para a doença inflamatória, surgem pápulas, pústulas e nódulos (lesões inflamatórias dolorosas maiores do que 5 mm). A estimativa da gravidade depende de diversos fatores, como tipo de lesão, presença de cicatrizes, secreção das lesões ou trajetos fistulosos.

## Anomalias da pele relacionadas ao sebo
- Seborréia — erupção cutânea oriunda da raiz dos capilares;
- Acne — causadas pela hiperprodução de sebo glandular.